# Straßenradsport-Weltmeisterschaften 1974
Die Straßenradsport-Weltmeisterschaften 1974 fanden vom 21. bis 25. August im kanadischen Montréal statt.
Die Strecke war ein 12,5 Kilometer lang Rundkurs, der mit zahlreichen steilen Steigungen als schwer angesehen wurde. Zudem war es sehr heiß.
Bei den Profis gingen 69 Fahrer aus 15 Nationen an den Start, von denen gerade 18 ins Ziel kamen. Die Profis befuhren die Runde 21 mal. Der Franzose Bernard Thévenet absolvierte  eine 100 Kilometer Alleinfahrt an der Spitze, wurde dann aber während der letzten Runde abgefangen und bis zum fünften Platz „durchgereicht“. Weltmeister wurde der Belgier Eddy Merckx, der damit seinen dritten Titel holte.
Bei den Amateuren fuhren 172 Sportler das Rennen, darunter sechs bundesdeutsche Starter. Im Ziel war Peter Weibel bester Fahrer des Bundes Deutscher Radfahrer auf dem fünften Platz.

## Ergebnisse

### Frauen
Straßeneinzelrennen über 60 km
| Platz | Athletin               | Land | Zeit                    |
| 1     | Geneviève Gambillon    | FRA  | 1:47:36 h (33,457 km/h) |
| 2     | Bajba Tsaune           | URS  | gleiche Zeit            |
| 3     | Keetie van Oosten-Hage | NED  | gleiche Zeit            |

### Männer – Profis
Straßeneinzelrennen über 262,6 km
| Platz | Athlet           | Land | Zeit                    |
| ----- | ---------------- | ---- | ----------------------- |
| 1     | Eddy Merckx      | BEL  | 6:52:22 h (38,173 km/h) |
| 2     | Raymond Poulidor | FRA  | + 2 s                   |
| 3     | Mariano Martínez | FRA  | + 37 s                  |

### Männer (Amateure)
Straßeneinzelrennen über 175 km
| Platz | Athlet             | Land | Zeit                    |
| ----- | ------------------ | ---- | ----------------------- |
| 1     | Janusz Kowalski    | POL  | 4:43:10 h (37,080 km/h) |
| 2     | Ryszard Szurkowski | POL  | gleiche Zeit            |
| 3     | Michel Kuhn        | SUI  | gleiche Zeit            |

Mannschaftszeitfahren über 100 km
| Platz | Land | Mannschaft                                                                  | Zeit      |
| ----- | ---- | --------------------------------------------------------------------------- | --------- |
| 1     | SWE  | Lennart Fagerlund, Bernt Johansson, Tord Filipsson, Sven-Åke Nilsson        | 2:12:22 h |
| 2     | URS  | Gennadi Komnatow, Rinat Scharafulin, Uladsimir Kaminski, Waleri Tschaplygin | 2:12:24 h |
| 3     | GDR  | Hans-Joachim Hartnick, Karl-Dietrich Diers, Horst Tischoff, Gerhard Lauke   | 2:15:15 h |